# جرذ أرز القزم طويل الذيل
جرذ أرز القزم طويل الذيل  أو كوليلارغو طويل الذيل (الاسم العلمي: Oligoryzomys longicaudatus)، نوع من القوارض من فصيلة القداديات. يوجد في جبال الأنديز الجنوبية في تشيلي والأرجنتين، وشائعة في شرق الأرجنتين. صُنف من قبل الاتحاد الدولي لحفظ الطبيعة على أنه «غير مهدد».